# Here You Come Again
Here You Come Again es un álbum de estudio de la cantante y actriz estadounidense Dolly Parton. Es el primer álbum de la artista en vender más de 1 millón de copias.

## Información del álbum
El álbum incluyó canciones compuestas por Parton y por otros cantautores, como Barry Mann and Cynthia Weil, Bobby Goldsboro, John Sebastian y Kenny Rogers.
El álbum fue un éxito en Estados Unidos, alcanzando el número 20 en el Billboard 200 y el número 2 en la lista de fin de año Hot Country Albums y también fue nominado a Álbum Country Favorito en los American Music Awards.
El sencillo homónimo llegó al puesto número 3 del Billboard Hot 100 y al número 1 de la lista Hot Country Singles a comienzos de 1978. Por esta canción ganó su primer Grammy, por mejor vocalista country.

## Lista de canciones
1. "Here You Come Again" (Barry Mann/Cynthia Weil) - 3:00
2. "Baby, Come Out Tonight" (McCord) - 3:26
3. "It's all Wrong But It's All Right" (Dolly Parton) - 3:20
4. "Me and Little Andy" (Parton) - 2:40
5. "Lovin' You" (John Sebastian) - 2:24
6. "The Cowgirl and the Dandy" (Bobby Goldsboro) - 3:45
7. "Two Doors Down" (Parton) - 3:05
8. "God's Coloring Book" (Parton) - 3:11
9. "As Soon as I Touched Him" - 3:13
10. "Sweet Music Man" (Kenny Rogers) - 3:11